# Delebio
Delebio är en ort och kommun i provinsen Sondrio i regionen Lombardiet i Italien. Kommunen hade 3 207 invånare (2018).